# Branden Horton
Branden Horton (sinh ngày 9 tháng 9 năm 2000) là một cầu thủ bóng đá người Anh thi đấu cho Gainsborough Trinity, cho mượn từ Doncaster Rovers, ở vị trí Hậu vệ trái.

## Sự nghiệp
Anh đi theo dạng cho mượn đến Gainsborough Trinity vào tháng 11 năm 2018. Horton chuyển sang thi đấu chuyên nghiệp với Doncaster vào tháng 4 năm 2019.